# Thân vương Morikuni
Thân vương Morikuni (tiếng Nhật: 守邦親王, 19 tháng 6 năm 1301 — 25 tháng 9 năm 1333) là Chinh di Đại Tướng quân thứ 9 của Mạc phủ Kamakura ở Nhật Bản, nắm quyền từ năm 1308 đến năm 1333.
Ông là con trai của Thân vương Hisaaki, Tướng quân thứ tám của Mạc phủ Kamakura và cũng là cháu trai của Thiên hoàng Go-Fukakusa. Ông cũng là một Tướng quân bù nhìn được dựng lên bởi shikken Hōjō Takatoki, ông đồng thời cũng là Tướng quân cuối cùng của Mạc phủ Kamakura.     
Sau sự sụp đổ của Mạc phủ, ông xuất gia trở thành nhà sư Phật giáo. Ông qua đời ở tuổi 32 không lâu sau đó.     